# Włośnianka węglolubna
Włośnianka węglolubna (Hebeloma anthracophilum Maire) – gatunek grzybów należący do rodziny pierścieniakowatych (Strophariaceae).

## Systematyka i nazewnictwo
Pozycja w klasyfikacji według Index Fungorum: Hebeloma, Strophariaceae, Agaricales, Agaricomycetidae, Agaricomycetes, Agaricomycotina, Basidiomycota, Fungi.
Takson utworzył René Charles Maire w 1910 r. Synonim: Hebelomatis anthracophilum (Maire) Locq. 1979.
Polską nazwę zaproponował Władysław Wojewoda w 2003 r.

## Morfologia
Kapelusz
O średnicy 6–25 mm, początkowo wypukły z podwiniętym brzegiem, potem płaskowypukły z prostym brzegiem, czasami z garbkiem, jasno różowobrązowy, jaśniejszy ku brzegowi.
Blaszki
Wąsko przyrośnięte, o szerokości 1–1,5 mm, umiarkowanie gęste, brzuchate, fioletowo-szarobrązowe, z biało-kłaczkowatym brzegiem.
Trzon
Wysokość 20–35 mm, grubość 1,5–3 mm, cylindryczny, u nasady lekko korzeniący się, wewnątrz z wąskim otworem, wierzchołek kremowy, ku dołowi brązowawy, u nasady ciemnobrązowy, na wierzchołku biało-kłaczkowaty, ku dołowi nagi.
Miąższ
W kapeluszu i na szczycie trzonu biały, w dół w trzonie ciemnobrązowy. Bez zapachu lub o słabym zapachu, smak nieznany.
Cechy mikroskopowe
Zarodniki (9,3–)9,5–10,3(–11,2) × (4,7–)4,9–5,9(–6,1) μm, Q = 1,7–2(–2,1), elipsoidalno-prawie migdałowate z luźnym exosporium, otaczającym cały zarodnik, z wyjątkiem wyrostka wnęki. Wewnętrzna ściana zarodnika (episporium) to grubookrągła lub nieregularnie ukształtowana brodawka, raczej ciemnobrązowa pod mikroskopem. Cheilocystydy 30-40 × 4-6 pm, mniej więcej cylindryczne, z podstawą i wierzchołkiem nieposzerzonym lub niewiele, cienkościenne.
Gatunki podobne
Istnieje wiele podobnie ubarwionych gatunków włośnianek – mają przeważnie dość podobne, cielistobeżowe ubarwienie. Ich prawidłowe oznaczenie bez użycia mikroskopu i znajomości cech mikroskopowej budowy jest trudne. W przypadku włośnianki węglolubnej pomocne może być miejsce występowania.

## Występowanie i siedlisko
Gatunek rzadki. W Polsce do 2003 r. podano tylko 2 stanowiska, w późniejszych latach podano kilka następnych.
Naziemny grzyb wypaleniskowy. Rośnie na pogorzeliskach, spalonych resztkach drewna w lasach liściastych i iglastych, ogrodach, zaroślach, alejach i łąkach.